# Manaus Vôlei
O Manaus Vôlei é uma equipe profissional de vôlei sediada em Manaus e pertencente à prefeitura da cidade, subsidiado pela Fundação Manaus Esporte, que é dirigida por Aurilex Moreira. Foi criada durante a gestão de David Almeida, em 2022, com intenções de profissionalizar o vôlei na capital amazonense e ingressar na Superliga C daquela temporada. A intenção dos investidores é que a equipe chegue à elite nacional e insira Manaus num lugar de destaque no cenário esportivo brasileiro.

## História
A equipe recebe investimentos da Prefeitura Municipal de Manaus, com investimentos financeiro e estrutural através da Fundação Manaus Esportiva. A equipe utilizou a estrutura da Mini vila Olímpica do bairro do Coroado. Sua primeira competição foi o torneio amistoso Galo da Serra, disputado em Presidente Figueiredo, do qual foi campeão.
Em 3 de Outubro de 2022 foram apresentados os primeiros jogadores do elenco formado para disputar a Superliga C. Foi organizada uma apresentação oficial do elenco em cerimônia realizada no Novotel, em Manaus.

### Superliga C 2022
A equipe foi uma das 29 participantes da Superliga Brasileira de Voleibol Masculino de 2022 - Série C, na categoria masculina.  Fez parte da conferência Norte-Nordeste disputada em Manaus com 8 equipes. Os verdes venceram seu grupo com 100% de aproveitamento obtendo os resultados de 3x0 Alta Floresta/MT, 3x0 Central Vôlei/PE e 3x0 Santa Cruz/PE. Chegando à final, a equipe da prefeitura enfrentou o Nacional, tradicional clube de Manaus. A finalíssima foi disputada na Arena Poliesportiva Amadeu Teixeira com vitória do Manaus Vôlei por 3 sets a 1 (25/22, 26/28, 25/18 e 25/18). A vitória garantiu o inédito acesso de uma equipe amazonense à Superliga B. Nessa campanha o destaque foi o líbero medalhista dos Jogos Olímpicos de Londres, Thiago Alves. Foi utilizado na competição o Ginásio René Monteiro, que recebeu bons públicos e na final esteve lotado.

### Superliga B 2023
Para a Superliga B, segunda divisão do vôlei nacional, o Manaus Vôlei trouxe Talmo Olveira para ser técnico. Talmo foi campeão olímpico em nos jogos de Barcelona, em 1992. O elenco inicial da equipe para o torneio contou com os levantadores Yuri Sampaio, Pedro William e João Pedro; os opostos João Vitor, Najari Fernandes e Bruno Pereira; centrais Vicenzo Gherard, Marcos Paulo, Vitor Henrique, Thiago André e André Vicente; os ponteiros Emanuel Lucena, Keyke Lima e Thiago Alves e os líberos Erick Gabriel e João Pedro.
- 1ªR - 21 de Janeiro de 2023 - Manaus Vôlei  0x3  Goiás  (25/20, 25/16 e 25/21) - Ginásio da Serrinha, Goiânia.[12]
- 2ªR - 28 de Janeiro de 2023 - Manaus Vôlei  3x1  Minas (25x15, 25x21, 23x25 e 25x18) - Arena Amadeu Teixeira, Manaus.[13]
- 3ªR - 5 de Fevereiro de 2023 - Manaus Vôlei  2x3  Neurologia Ativa (22x25, 20x25, 25x21, 26x24 e 21x23) - Ginásio Poliesportivo da Cidade Jardim, Goiânia[14]

Ao todo, o Manaus Vôlei deverá fazer 9 jogos pela fase regular da competição que será disputada entre 21 de Janeiro de 30 de Março. Caso consiga classificação entre os 4 melhores, disputará a semifinal.